# Fruit climactérique
«  Climactérique » redirige ici. Ne pas confondre avec Climatérique.

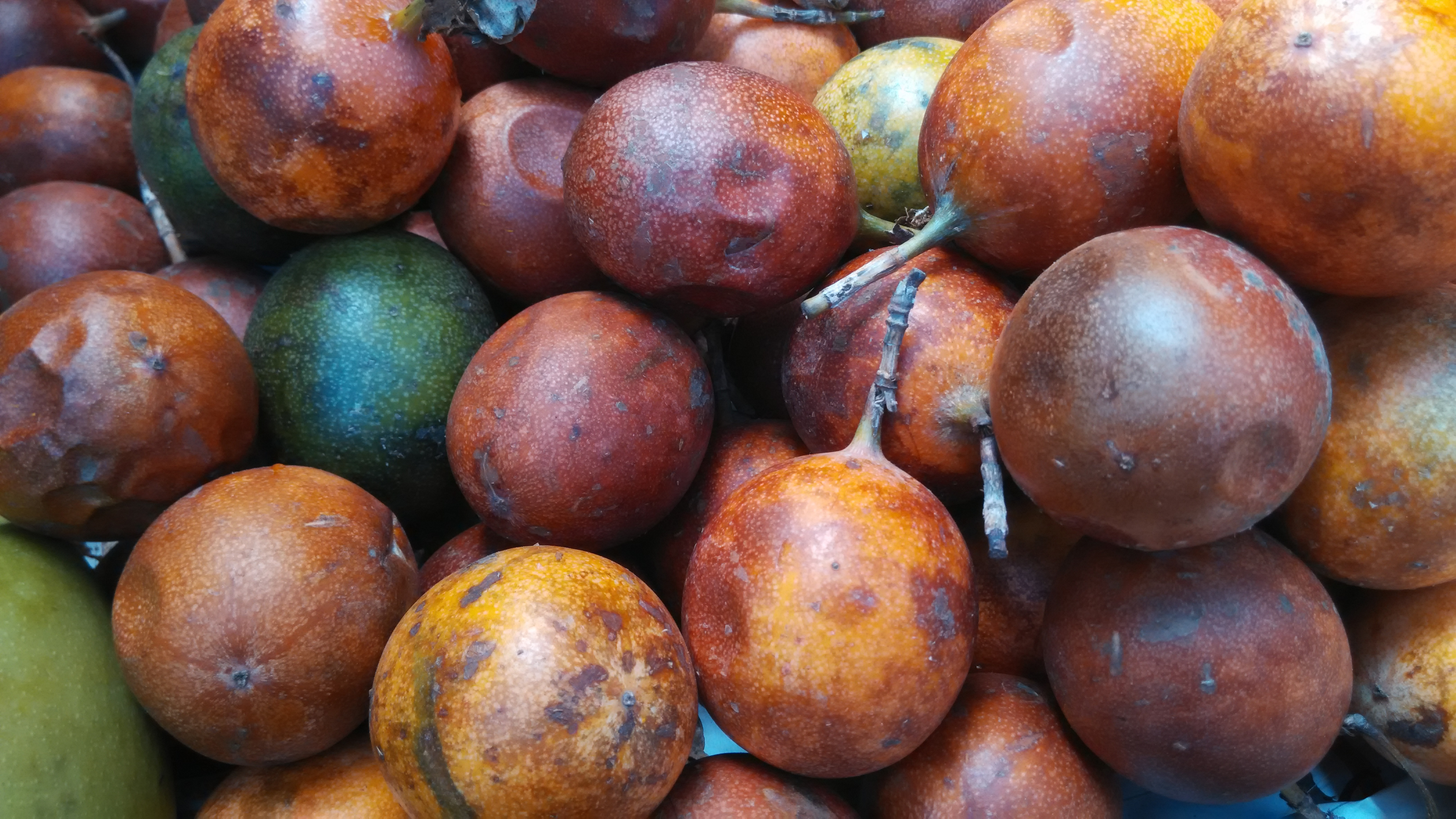
Fruit de la passion : moyennement climactérique.

Un fruit (ou un légume) est dit climactérique si sa maturation est dépendante de l'éthylène (qui agit comme hormone végétale), et accompagnée d'une augmentation de la respiration cellulaire de ses tissus. Ces fruits ou légumes sont caractérisés par une maturation autonome après leur récolte, grâce à une synthèse autocatalytique d’éthylène (autrement dit : l’éthylène sécrété par le fruit stimule sa propre production, et, éventuellement, celle d’autres fruits autour de lui).
Des fruits climactériques tels que la tomate, la banane ou certains fruits rouges sont souvent cueillis au stade immature (vert). Ils subissent ensuite une maturation complémentaire artificielle stimulée par des produits tels que l'éthylène, l'azéthyl ou l'acétylène qui entraînent leur mûrissement (passage d'un fruit vert mature à un fruit mûr), afin d’obtenir des propriétés organoleptiques optimales. Ces dernières sont cependant très inférieures à celles des fruits cueillis aux stades appropriés ; mais la cueillette précoce permet de réduire les pertes post-récolte. La maturation sur pied entraîne en effet des modifications biochimiques et physiologiques (ramollissement des tissus, perte d'intégrité des membranes cellulaires) et les risques associés (attaques d’insectes ravageurs, maladies post-récolte, pourrissement).

## Caractéristiques
Les fruits et légumes climactériques produisent à un moment précis, et très rapidement, une grande quantité d'éthylène. On appelle ce moment le « pic d’éthylène ». Ils continuent de mûrir après la récolte.
L’éthylène est un gaz incolore, inodore et très volatil produit selon des processus biochimiques internes complexes, à partir d'un acide aminé porteur d'une chaine carbonée avec une fonction thioéther (CH3–S–CH2–CH2–), la méthionine.
La plupart des fruits climactériques accumulent également beaucoup d'amidon au début de leur développement, ce qui permet de les récolter avant la maturité optimale, car l'amidon est transformé en sucres solubles après la récolte. Les fruits non climactériques, n'ayant pas la capacité d'accumuler autant d'amidon au cours de leur développement, ne s'enrichissent pas en sucres solubles après leur récolte.

## Sensibilité
Tous les fruits et légumes ne produisent pas la même quantité d’éthylène, et ils sont plus ou moins sensibles à cette molécule. Elle agit sur la texture, l'odeur, la couleur et le goût. Son effet peut être freiné, mais il est difficile de le bloquer une fois que les processus autocatalytiques ont commencé. La maturité à la récolte, les conditions de stockage, la variété, l’homogénéité de maturité du lot et la durée des contacts sont autant de facteurs qui influencent aussi la maturation.

### Présence naturelle ou contrôlée
La température idéale pour obtenir un bon mûrissement se situe entre 15 et 20 °C. L’éthylène devient efficace à partir de 16 °C, et le mûrissement est fonction de la durée pendant laquelle les fruits sont en contact avec le gaz.
Un mûrissement homogène peut aussi s'effectuer voire s’accélérer de 3 à 6 jours par traitement en enceinte contrôlée, comme pour la banane en injectant un mélange d’éthylène et d'azote ou par exemple pour l'avocat par injection de 100 ppm d'éthylène à 20 °C durant 12 à 72 heures selon la maturité du fruit.

### Présence bénéfique
La présence d'éthylène lors du stockage peut être bénéfique pour la maturation, pour les fruits en particulier. Par exemple, le kiwi et le concombre restent sensibles à de très faibles concentrations d'éthylène (0,5 à 1 ppm), même lors d'un stockage de courte durée réfrigérée de 8 à 10 °C. La salade et certaines variétés de fraises y sont très peu sensibles.
Chez les fruits climactériques, la maturation après récolte est possible voire nécessaire, comme pour l'avocat qui ne mûrira qu'une fois cueilli. Cette maturation commence par un ramollissement et une coloration. Plus tard, elle se traduit par des dégradations physiologiques dues à la sénescence.

### Présence indésirable
La présence d'éthylène peut s'avérer indésirable, engendrer une perte de couleur, ou causer une altération de la peau, de l’intérieur du fruit ou du légume, voire développer une saveur désagréable, ce qui réduit d'autant leur durée de vie.

### Variabilité de sensibilité
La sensibilité dépend principalement de la variété et des conditions de stockage. Par exemple, la carotte et le brocoli sont peu sensibles entre 0 et 1 °C et le deviendront au-delà, selon les conditions de stockage. Chez les professionnels de la filière, la sélection de la variété est prise en compte en fonction de cette sensibilité, afin d'en limiter les effets indésirables lors du stockage.

### Insensibilité
Par opposition, chez les fruits non climactériques, la maturation est indépendante de l'éthylène, et non associée à une augmentation de la respiration des tissus. La maturation après récolte est nulle à faible mais l'éthylène peut provoquer des dégradations physiologiques prématurées telles que des décolorations et de la pourriture. L'explication de ce phénomène a été précisée par la biologie prédictive[pas clair] et la modélisation : une « crise climactérique » conditionne le mûrissement et la qualité des fruits que nous consommons.
Des recherches récentes sur les systèmes de production et de perception de l'éthylène semblent montrer que cette classification simple (climactériques sensibles à l'éthylène vs. non-climactériques insensibles à l'éthylène) n'est pas complètement satisfaisante : par exemple, il existe des variétés de melons non climactériques (alors que presque toutes le sont), et le raisin (classé non-climactérique) présente de nombreux récepteurs sensibles à l'éthylène, dont l'expression est modulée au cours de la maturation.

## Classement des fruits et légumes
Le tableau ci-dessous recense les principaux fruits et légumes de non climactériques à très fortement climactériques selon leur émission d'éthylène ou leur sensibilité à l'éthylène,, :
| Classification                | Émission d'éthylène | Fruits | Légumes |
| ----------------------------- | ------------------- | --- | --- |
| Non climactérique             | sans                | noix, noisette, amande sèche... Ananas, cerise, citron, fraise, litchi, mandarine, olive, orange, pamplemousse, pastèque, raisin, ... | Concombre, poivron, ... |
| Très faiblement climactérique | très faible         | | ail, chou rave... |
| Faiblement climactérique      | faible              | figue, framboise, mûres, myrtilles, ...                                                                                               | artichaut, céleri rave, champignon de couche, échalote, navet, oignon, olive, patate douce, poivron, potiron, radis...                                                                     |
| Moyennement climactérique     | modérée             | abricot, brugnon, citron, coing, mandarine, clémentine, fruit de la passion, mangue, nectarine, pêche, prune...                       | asperge, aubergine, carotte, céleri branche, chou pommé, chou de Bruxelles, courge, courgette, endive, haricot vert, herbe fraîche, petit pois, poireau, pomme de terre, tomate, salade... |
| Fortement climactérique       | haute               | avocat, banane, goyave, kaki, melon, papaye, poire, pomme, ...                                                                        | chou-fleur, épinard... |
| Très fortement climactérique  | très haute          | kiwi... | brocoli... |